# 谢恩·多森
谢恩·多森（英語：Shane Dawson，1988年7月19日—），是一名美國YouTube的喜剧表演家及演员，他编制的富有喜剧性的网络影片，对日常生活有独到的视觉捕捉和应用，多变的场中人物及对一些知名电影的滑稽模仿使他赢得了声誉。2011年，他在YouTube的个人频道在此网站的订阅数位列第三名，有超过18万的订阅数。2018年，他在YouTube的订阅数排行位列前70，拥有约1800万名订阅户。多森通过增加个人的第二个频道和只用iPhone来制作影片的第三个个人动态影像播放频道来提高人气，已成为YouTube最有名的人物之一。
多森与几位朋友在高中学习的时候，以制作影片而不是“制作”家庭作业，开创了他们的职业生涯。最终，老师们也愿意与他们交换录影带和索要属于自己的影像复制品。多森首次在Youtube上传的作品是在高中上学时完成的。
2010年，《福布斯杂志》称他为（美国）最有名的25个网络名人之一。
2015年7月7日，在個人的YouTube頻道上傳了公開自己性向為雙性戀的短片。

## 参注
1. 1 2  Ewalt, David M. . Forbes. 2010-02-02  [17 April 2010]. （原始内容存档于2012-12-05）.
2. ↑  . watchin.today.   [2019-04-27]. （原始内容存档于2019-04-17）.
3. ↑  （页面存档备份，存于） Austin Considine, "Shane Dawson, YouTube’s Comic for the Under-30 Set", [The New York Times, April 4, 2010.
4. ↑  . Wikipedia. 2018-10-02 （英语）.
5. ↑  . YouTube.   [2018-10-02]. （原始内容存档于2018-10-02） （中文）.
6. ↑  . YouTube.   [April 22, 2010]. （原始内容存档于2010-08-06）.
7. ↑  Shane Dawson TV, , 2015-07-07, （原始内容存档于2019-04-08）